# Вовк Анастасія Миколаївна
Анастасія Миколаївна Вовк (до шлюбу Гуцко; 27 липня 1985, Антрацит) — українська шахістка і письменниця, гросмейстер серед жінок (2006).
Її рейтинг станом на березень 2018 року — 2123 (761-ше місце у світі, 32-ге — серед шахісток України).

## Спортивні досягнення
2003

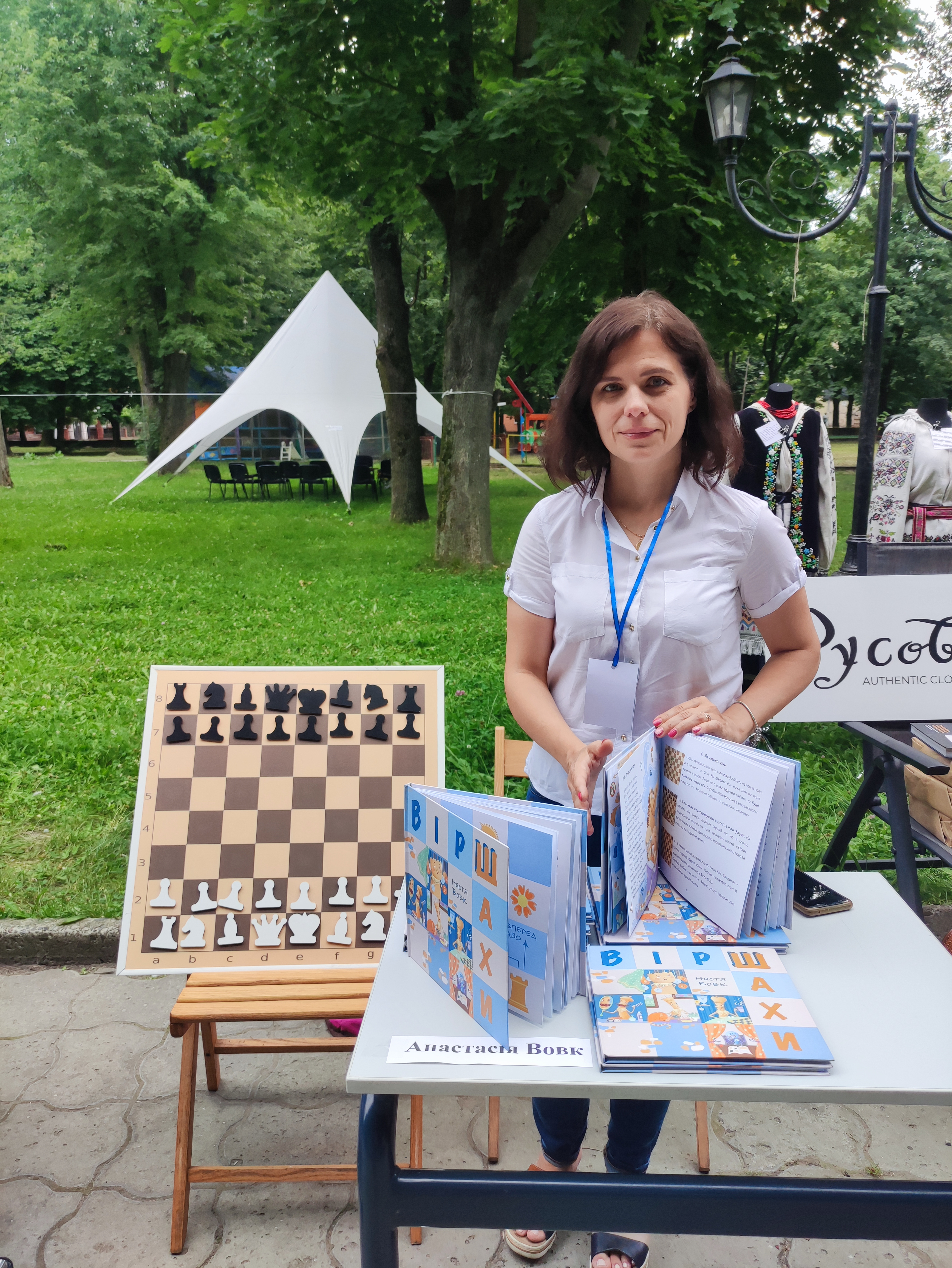
Анастасія Вовк презентує свою книжку «ВірШахи» на Книжковій толоці в Шептицькому, серпень 2025

- Призерка турніру «Феміда-2003» (виконала норму міжнародного майстра серед жінок);
- Чемпіонка України серед дівчат до 18 років;
- Командний Чемпіонат Європи до 18 років — 3 місце.

2004
- Міжнародний молодіжний турнір «До вершин майстерності» (найкращий результат серед дівчат);
- Чемпіонат України до 20 років (Дніпропетровськ) — 2 місце.

2007
- Міжнародний опен-турнір «Меморіал С.Хмельницького» — 2 місце (серед чоловіків);

2011
- Турнір пам'яті Володимира Калужина — 2 місце (серед жінок);

2015
- Чемпіонат України з бліцу серед жінок (Львів) — 4 місце[1];
- Турнір пам'яті Володимира Ельянова (Харків) — 1 місце (серед жінок).

## Результати виступів у чемпіонатах України
| Рік  | Місто    | Турнір                 | + | − | = | Результат | Місце |
| ---- | -------- | ---------------------- | - | - | - | --------- | ----- |
| 2003 | Миколаїв | 63-й чемпіонат України | 4 | 4 | 1 | 4½ з 9    | 24    |
| 2004 | Алушта   | 64-й чемпіонат України | 5 | 2 | 2 | 6 з 9     | 7     |
| 2005 | Алушта   | 65-й чемпіонат України | 6 | 3 | 0 | 6 з 9     | 8     |
| 2015 | Львів    | 75-й чемпіонат України | 2 | 4 | 3 | 3½ з 9    | 8     |

## Літературна творчість
Авторка збірки оповідань та книги для дітей «ВірШахи», 2024.